# ユナイテッド航空826便乱高下事故
ユナイテッド航空826便乱高下事故（ユナイテッドこうくう826びんらんこうげじこ、United Airlines Flight 826）とは、1997年12月28日午後10時40分（日本時間）ごろ、成田国際空港発ハワイ・ホノルル国際空港行きのユナイテッド航空826便が巡航中の太平洋上において晴天乱気流に遭遇して乱高下し、乗員乗客合わせて393名のうち乗客1名が死亡し、18名が重傷を負った航空事故である。

## 事故の概略
ユナイテッド航空826便（ボーイング747-122、機体記号N4723U：1971年製）は、新東京国際空港（現・成田国際空港）からハワイのホノルルに向かっていた。826便は年末年始をハワイで過ごそうとする観光客が多く374人の乗客でほぼ満席であった。離陸から2時間弱が経過し、成田から1,530キロメートル離れた北太平洋上の高度31,000フィート (9,400 m)を飛行していた22時40分ごろ（日本標準時）、826便は晴天乱気流に遭遇し、300メートル落下した直後に2、3回上下に揺れた。この乱高下で多数の乗客や客室乗務員が機内で体を投げ出された。この時は乗客が食事を終えた直後で、就寝前であった。またベルト着用のサインは出されていなかった。
機体そのものには大きな損傷もなかったことから、緊急着陸するために直ちに成田へ引き返す事になった。また機内では同乗していた医師らによる負傷者の治療が行われたが、日本人女性（当時32歳）1人が頭部を強く打って死亡した。826便は12月29日午前2時半に着陸し、負傷者は成田市内の病院に搬送された。
事故が公海上で発生したことから、事故の調査は航空機が登録されているアメリカ合衆国の国家運輸安全委員会が担当した。それによると乱気流が発生することを予見するのは難しかったとしつつも、操縦乗員と客室乗員とのコミュニケーションの仕方に問題があったと指摘している。
事故機のN4723Uは製造から26年が経過しており、事故翌年の1998年初頭に退役することが本事故以前より決定していた。そのため、事故後は「修繕不能」扱いとされ、事故時は旧塗装であったが、当時の現行塗装(UNITED AIRLINES)へ変更されることなく翌1998年にはマラナ・エアパークで解体された。